# Rio Tinto (Gondomar)
Rio Tinto is een Portugese stad in de gemeente Gondomar, in het noorden van het land (ten oosten van Porto). In 2006 had de stad 50.646 inwoners. Een bezienswaardigheid in de stad is de kerk Igreja Matriz de Rio Tinto.  
- De naam van de stad betekent Rode rivier in het Portugees.

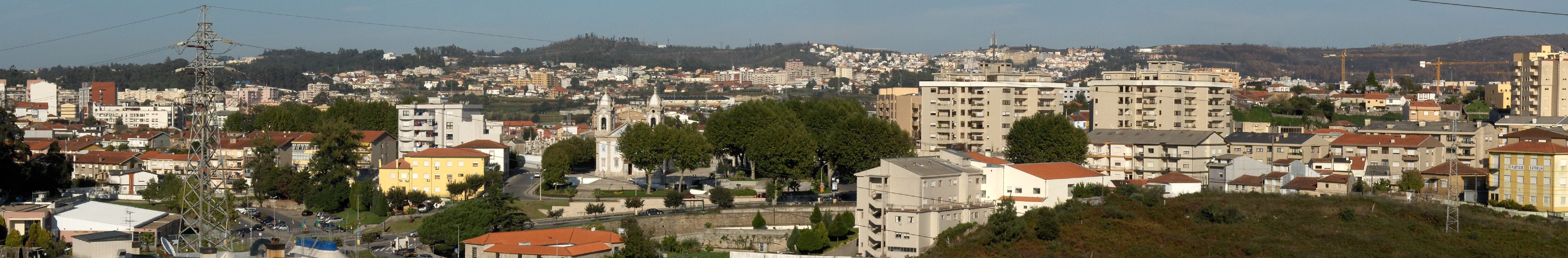
Panorama van Rio Tinto